# Energia wiatru

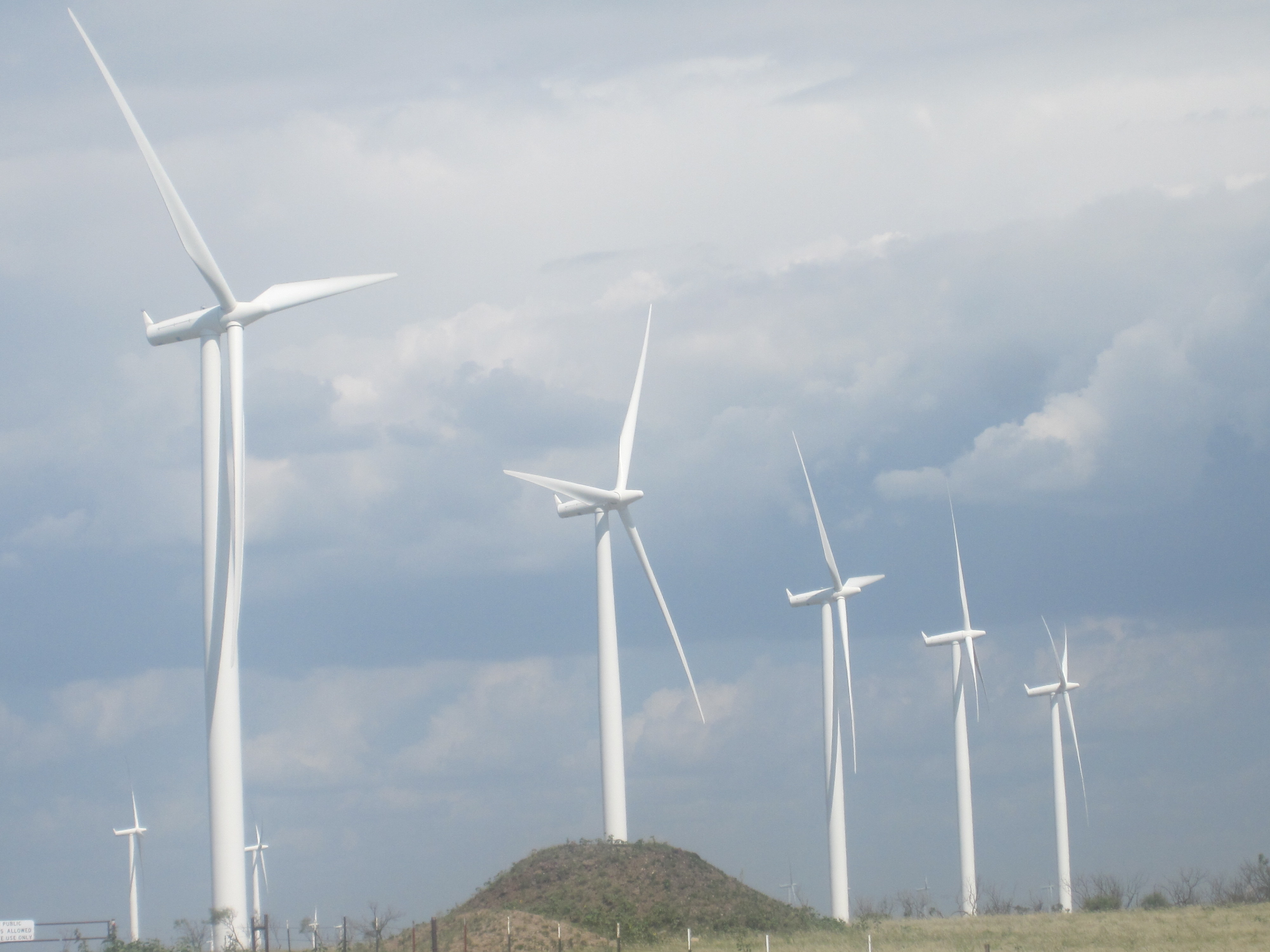
Turbiny wiatrowe w Wildorado w Teksasie.

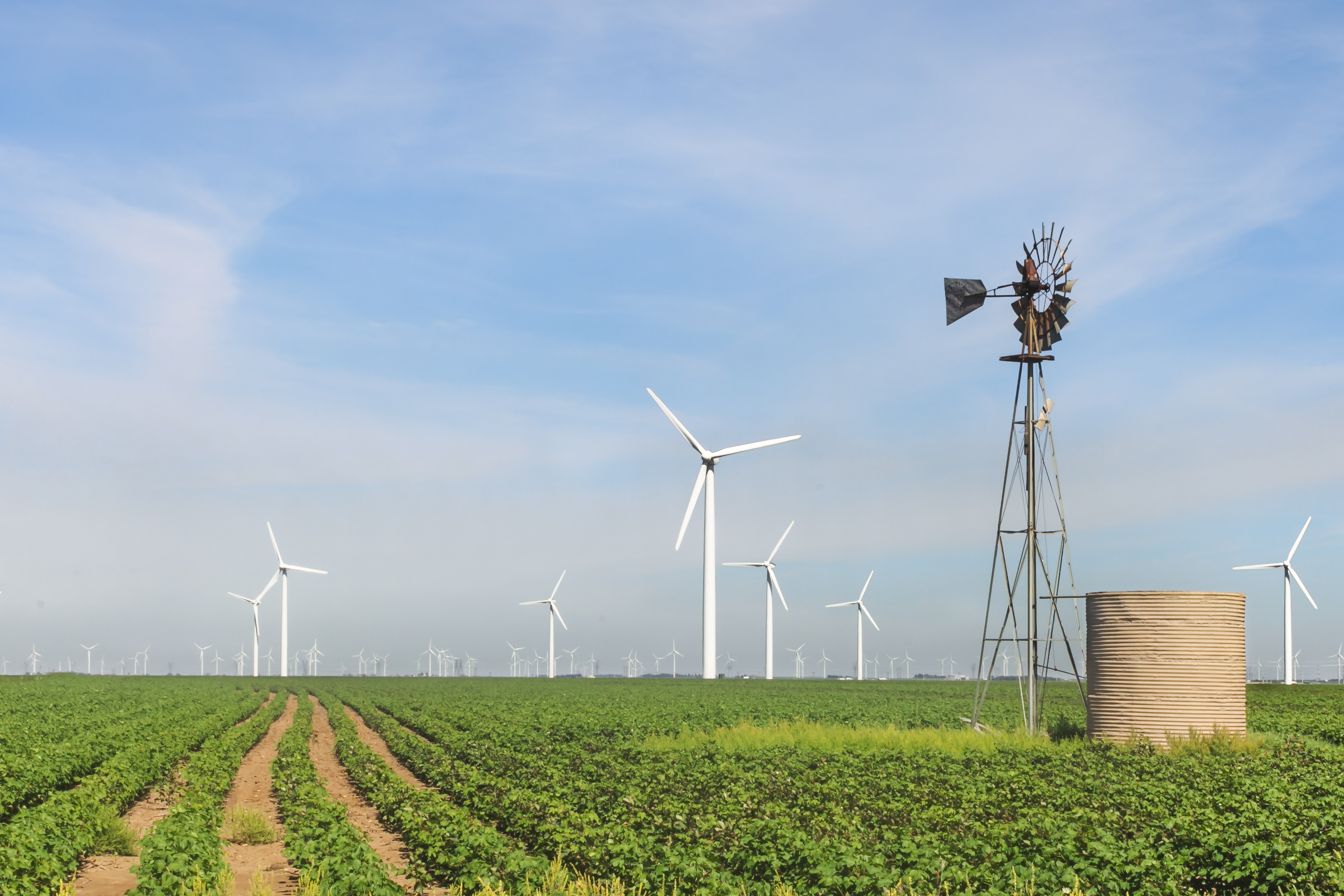
Farma wiatrowa w Roscoe

Energia wiatru – energia kinetyczna przemieszczających się mas powietrza, zaliczana do odnawialnych źródeł energii. Jest przekształcana w energię elektryczną za pomocą turbin wiatrowych, jak również wykorzystywana jako energia mechaniczna w wiatrakach i pompach wiatrowych, oraz jako źródło napędu w jachtach żaglowych. W 2022 roku energia wiatru dostarczyła ludzkości 2105 TWh, czyli 7,2% światowego zapotrzebowania na energię elektryczną. Największy udział w krajowej produkcji energii elektrycznej miała w Danii (49,7%), Irlandii (22,9%), Portugalii (22,3%) i Hiszpanii (17,7%).
W Polsce w 2022 roku energia wiatru dostarczyła 19,4 TWh, czyli 10,8% zapotrzebowania na energię elektryczną.

## Historia
Najstarszym znanym wykorzystaniem energii wiatru są łodzie żaglowe. Wiadomo, że były używane już w Starożytnym Egipcie około 3200 lat p.n.e. Pierwsze wzmianki o wiatrakach znajdują się w Kodeksie Hammurabiego spisanym w XVIII wieku p.n.e. Wiatraki te miały służyć do pompowania wody i melioracji pól. Najstarsze znane projekty wiatraków pochodzą z prac Herona z Aleksandrii z pierwszego wieku naszej ery. Wiatraki te miały pionową oś obrotu. Pierwsze wiatraki o poziomej osi obrotu, czyli takiej jaka jest obecnie najpopularniejsza, pojawiły się w Europie w XII wieku. Pierwszym zapisem dotyczącym wiatraków na ziemiach polskich jest zezwolenie zakonnikom z Białego Buku na jego budowę wydane przez księcia Wisława z Rugii w 1271 roku.
Po wynalezieniu generatora elektrycznego możliwe stało się wykorzystanie energii wiatru do wytwarzania energii elektrycznej. Pierwszą turbinę wiatrową skonstruował w 1887 roku i opatentował w 1891 roku szkocki wynalazca James Blyth. Używał jej do zasilania oświetlenia w swoim domu. Małe turbiny do generowania prądu dla wolnostojących domów rozpowszechniły się na początku XX wieku. Pierwsze przemysłowe turbiny, generujące 100 kW, wybudowano w 1931 roku w ZSRR. Przez wiele lat nie stanowiły one jednak konkurencji dla generatorów zasilanych paliwami kopalnymi. Pierwsze próby wykorzystania turbin wiatrowych na masową skalę były podejmowane w latach 70 XX wieku w odpowiedzi na kryzys naftowy. Do końca XX wieku nie stały się one jednak znaczącym źródłem energii. W 1995 roku moc wszystkich zainstalowanych na świecie turbin wynosiła 4,5 GW i generowały one mniej niż 0,1% całkowitej zużywanej przez ludzkość energii elektrycznej.

## Fizyka wiatru
Energia kinetyczna powietrza przelatującego przez powierzchnię A w czasie t określa się wzorem:
{\displaystyle E={\frac {1}{2}}mv^{2}={\frac {1}{2}}(Avt\rho )v^{2}={\frac {1}{2}}At\rho v^{3}}
gdzie: v to prędkość wiatru, a ρ to gęstość powietrza. Avt określa objętość powietrza przelatującego przez powierzchnię A, Avtρ jego masę. Powierzchniowa gęstość mocy, czyli energia na jednostkę czasu i powierzchni, określa się wzorem
{\displaystyle P={\frac {E}{At}}={\frac {1}{2}}\rho v^{3}}
Moc ta jest więc proporcjonalna od trzeciej potęgi prędkości, co oznacza że wiatr o dwukrotnie większej prędkości dostarcza ośmiokrotnie więcej mocy. Dlatego lokalizacja turbin wiatrowych w miejscach gdzie wieją silne wiatry ma kluczowe znaczenie dla ich efektywności.
Nie cała energia kinetyczna wiatru może zostać wykorzystana przez turbinę. Wykorzystanie tej energii powoduje, że wiatr zwalnia, utrudniając dalszy napływ wiatru. Teoretycznie maksymalna efektywność turbiny może wynieść 16/27 ≈ 59,3%.

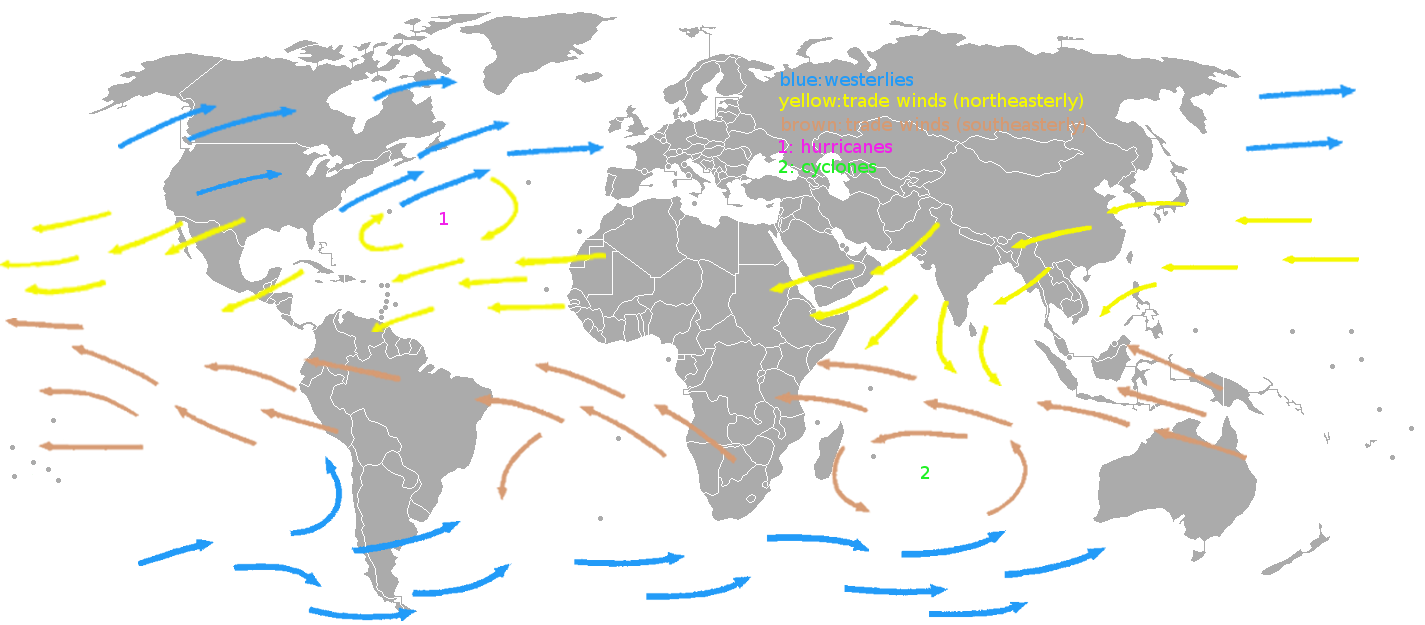
Mapa stale utrzymujących się wiatrów przy powierzchni Ziemi.

### Dostępność energii
Źródłem energii kinetycznej wiatru jest energia światła słonecznego. Ponieważ Ziemia jest ogrzewana nierównomiernie, a lądy nagrzewają się (i stygną) szybciej niż morza, na Ziemi cały czas tworzą się różnice temperatur. Wywołuje to prądy konwekcyjne w atmosferze, różnice ciśnień i cyrkulację powietrza. Szacuje się, że około 1% energii słonecznej docierającej do powierzchni Ziemi przekształca się w energię wiatrów, co oznacza, że sumaryczna ich moc może sięgać 900 TW. Większość tej mocy należy do wiatrów wiejących na dużych wysokościach i nad oceanami. Ilość mocy jaka może być praktycznie wykorzystana jest szacowana, w zależności od metodologii, od 18 do 170 TW. Dla porównania, całkowite zapotrzebowanie mocowe ludzkości to 15–18 TW.

## Produkcja energii elektrycznej
Najpowszechniej stosowanym urządzeniem do produkcji energii elektrycznej z energii wiatru jest turbina wiatrowa, stanowiąca główny element elektrowni wiatrowej. Turbina składa się z wirnika zamontowanego na wysokiej wieży i połączonego z generatorem prądu. Ponieważ wiatry wiejące przy powierzchni Ziemi mają zwykle niewielką prędkość, moc generowanego prądu można zwiększać zarówno zwiększając średnicę wirnika, jak i wysokość wieży. Ograniczeniem jest wytrzymałość materiałów, z których zbudowana jest turbina. Największe współcześnie budowane turbiny mają wirniki o średnicy 252 metrów zamontowane na wieży o wysokości 146 metrów i moc znamionową 16 MW.

Rozkład prędkości wiatru (czerwony) i energii (niebieski) dla 2002 r. w ośrodku Lee Ranch w Kolorado.

Ponieważ prędkość wiatru jest zmienna, turbiny wiatrowe przez większość czasu nie pracują z pełną mocą. Urządzenia mechaniczne i elektryczne turbiny dobiera się tak by uzyskać największą moc, określaną jako moc znamionowa turbiny, dla wiatru o prędkości od 11 do 16 m/s. Stosunek wytwarzanej energii do energii wytworzonej przez urządzenie pracujące z jej mocą znamionową (współczynnik wydajności) wynosi zwykle 20–40%, a największe wydajności uzyskują turbiny umieszczone w szczególnie dogodnych miejscach. Przykładowo 1 MW turbina o współczynniku wydajności 35% wytwarza w ciągu roku 1 × 0.35 × 24 × 365 = 3066 MWh, zamiast teoretycznie możliwych 1 × 24 × 365 = 8760 MWh.
Moc generowana przez turbiny może gwałtownie się zmieniać z godziny na godzinę w zależności od siły wiatru. Dodatkowo ulega zmianom dobowym i rocznym. Ponieważ odbiorcy energii elektrycznej nie chcą być uzależnieni od takich zmian, duże elektrownie wiatrowe muszą być wspomagane bądź przez klasyczne elektrownie, bądź przez systemy magazynowania energii takie jak elektrownia szczytowo-pompowa lub CAES. Wykorzystanie energii słonecznej równocześnie z wiatrową może częściowo niwelować ten problem. Wyże baryczne charakteryzują się czystym niebem i stosunkowo słabymi wiatrami przy powierzchni, natomiast niże baryczne są zwykle bardziej wietrzne i bardziej pochmurne. Podobnie na wielu obszarach najsilniejsze wiatry wieją w zimie, gdy energii słonecznej jest najmniej.

## Energetyka wiatrowa

Sumaryczna moc farm wiatrowych na świecie w kolejnych latach.

Od początku XXI wieku energetyka wiatrowa rozwija się w tempie 20–30% rocznie. Moc elektrowni wiatrowych wybudowanych do 2000 roku wynosiła 18 GW, a do 2015 wzrosła do 434 GW. W 2015 roku elektrownie wiatrowe dostarczyły ludzkości 841 TWh, czyli 3,5% światowego zapotrzebowania na energię elektryczną

Produkcja energii elektrycznej z elektrowni wiatrowych w TWh rocznie w wybranych krajach.

W 2015 roku krajami produkującymi najwięcej energii z elektrowni wiatrowych były USA (192 TWh), Chiny (185 TWh), Niemcy (88 TWh) i Hiszpania (49 TWh). Krajami w których energetyka wiatrowa dostarczała największy procent energii elektrycznej były Dania (49,7%), Irlandia (22,9%), Portugalia (22,3%) i Hiszpania (17,7%).
Poniższa tabele pokazuje rozwój energetyki wiatrowej w 10 krajach wykorzystujących ją w największym stopniu w ostatnich latach.
| Kraj              | 2009    | 2010    | 2011    | 2012    | 2013    | 2014    | 2015    | Wzrost 2015/2014 |
| ----------------- | ------- | ------- | ------- | ------- | ------- | ------- | ------- | ---------------- |
| Chiny             | 25810   | 44733   | 62733   | 75372   | 91460   | 114609  | 145109  | 26,6%            |
| Stany Zjednoczone | 35159   | 40180   | 46919   | 60208   | 61292   | 66146   | 74740   | 13,0%            |
| Niemcy            | 25777   | 27215   | 29075   | 31315   | 34316   | 40500   | 45018   | 14,9%            |
| Indie             | 11807   | 13065   | 15800   | 18420   | 20226   | 22465   | 25088   | 11,7%            |
| Hiszpania         | 18865   | 20676   | 21637   | 22722   | 22898   | 23025   | 23025   | 0,0%             |
| Wielka Brytania   | 4245    | 5203    | 6018    | 8889    | 10976   | 12809   | 14191   | 9,3%             |
| Kanada            | 3319    | 4008    | 5265    | 6214    | 7813    | 9684    | 11190   | 25,6%            |
| Francja           | 4574    | 5660    | 6640    | 7585    | 8120    | 9143    | 10269   | 10,0%            |
| Włochy            | 4850    | 5787    | 6747    | 7998    | 8448    | 8556    | 9126    | 4,9%             |
| Brazylia          | 606     | 931     | 1431    | 2507    | 3445    | 6228    | 8715    | 46,2%            |
| Świat             | 159 766 | 196 653 | 239 000 | 284 491 | 319 807 | 372 961 | 434 722 | 16,9%            |
| Wzrost w roku     | +31%    | +23%    | +21%    | +19%    | +12%    | +16%    | +17%    |                  |

### Opłacalność

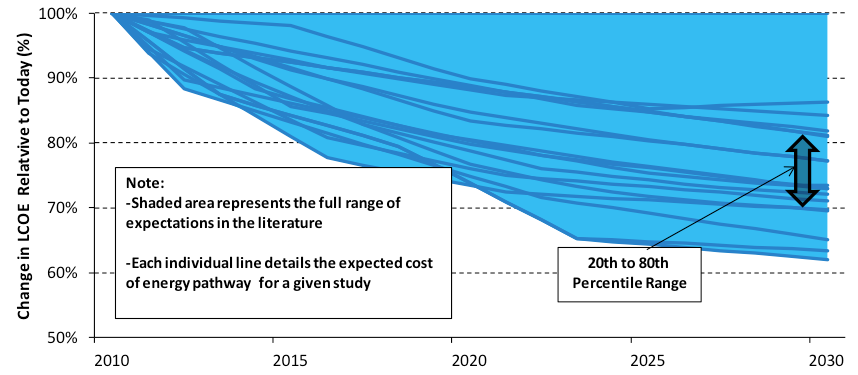
National Renewable Energy Laboratory przewiduje że zamortyzowany koszt energii wiatrowej w USA spadnie o około 25% do 2030 roku

Wykorzystanie energii wiatru wiąże się z dużymi inwestycjami początkowymi, ale nie wymaga późniejszych wydatków na paliwo. Z tego powodu jej cena jest bardzo stabilna, w przeciwieństwie do zmiennych cen energii opartej na paliwach kopalnych. Głównym czynnikiem wpływającym na koszty jest rozwój turbin wiatrowych. Budowanie coraz większych i lżejszych turbin oznacza że koszty wyprodukowania każdej kilowatogodziny stopniowo spadają.
Przeciętny koszt całkowity energii musi uwzględniać koszt budowy turbin i linii przesyłowych, koszty pożyczek i wyceny ryzyka, jak również przewidzianą średnią roczną produkcję energii i przewidywany czas działania turbiny. Każdy z tych czynników może być różnie szacowany, dlatego publikowane wyceny energii wiatrowej różnią się znacznie między sobą.
American Wind Energy Association szacowała koszty energii wiatru w 2011 roku na 5-6 centów za kWh. British Wind Energy Association podaje podobne szacunki – 3,2 pensa za kWh.
W 2013 roku Bloomberg New Energy Finance przygotował raport, z którego wynika że w Australii wiatr jest tańszym źródłem energii od węgla i gazu, przy cenach 80$/MWh dla wiatru, 143$/MWh dla węgla i 116$/MWh dla gazu.
W raporcie przygotowanym przez Ernst & Young dla Polski w 2012 roku oszacowano, że całkowite koszty energii wiatrowej wynoszą 466 zł/MWh, podczas gdy energii z węgla 282 zł/MWh, z gazu 314 zł/MWh, a z energii jądrowej 313 zł/MWh.
Koszty energii z nowo budowanych elektrowni wiatrowych spadły w 2017 r. do 250-300 zł/MWh, natomiast już w 2021, według Międzynarodowej Agencji Energii Odnawialnej (IRENA) średnia ważona wyrównanego kosztu energii z lądowych elektrowni wiatrowych oddanych do użytku w Polsce wyniosła 44 $/MWh (179 zł/MWh).